# Invernaderos de la Universidad de Borgoña
El Invernaderos de la Universidad de Borgoña (en francés : Serres de l'Université de Bourgogne) son unos invernaderos y jardín botánico administrados por la Universidad de Borgoña en Dijon, Francia. 
El código de identificación de las Serres de l'Université de Bourgogne como  miembro del "Botanic Gardens Conservation Internacional" (BGCI), así como las siglas de su herbario es BGG.

## Localización
Serres de l'Université de Bourgogne Sciences Mirande Service des Serres 8 rue du Recteur Marcel Bouchard BP 47-870 21078, Dijon, Département de Côte-d'Or, Bourgogne, France-Francia. 
Planos y vistas satelitales, 47°18′50.04″N 5°4′16.68″E / 47.3139000, 5.0713000
Algunos de los invernaderos están abiertos al público en los días laborables de la semana.

## Historia
Los invernaderos fueron creados en 1966 con el fin de dar servicios de especímenes vivos para los trabajos de investigación y de estudio de los departamentos de Biología-Fisiología vegetal y Botánica. 
Además prestan un gran servicio en la conservación de especies vegetales nativas de la región de Bourgogne, así como una inestimable ayuda en la concienciación de los valores de aprecio y conservación de la riqueza vegetal, entre el público en general. 

## Colecciones
Las colecciones vegetales se albergan en varios edificios y consisten en una "casa de la palmera", laboratorios, y en seis invernaderos diseñados para biotopos de clima cálido, templado y frío, para cactus, para experimentación, y otro de múltiples propósitos.
- Colección de plantas amenazadas nativas de Borgoña,
- Colección de plantas de biotopos tropicales y subtropicales tales como Psilotum y Lycopodium,
- Colección de plantas acuáticas tropicales tales como Eichornia y Salvinia,
- Colección de plantas carnívoras incluyendo Sarracenia y Darlingtonia,
- Colección de plantas epífitas incluyendo Bromeliaceae y Orchidaceae.
- Herbario (5,000 especímenes de interés histórico) y modelos de plantas para la enseñanza.